# Bit-Adini

Mapa starożytnego Bliskiego Wschodu ok. 1000-800 p.n.e. z zaznaczonymi najważniejszymi aramejskimi i nowohetyckimi państewkami

Bit-Adini – starożytne aramejskie państewko w północnej Mezopotamii, położone nad środkowym Eufratem, w regionie pomiędzy rzekami Eufrat i Balich, ale obejmujące również część terytoriów na zachód od Eufratu, w północno-wschodniej Syrii.

## Historia
Po raz pierwszy Bit-Adini pojawia się w źródłach asyryjskich z połowy IX wieku p.n.e., kiedy to rządzić miał nim władca o imieniu Ahuni. Obejmowało ono wówczas tereny nowohetyckiego miasta-państwa Masuwari, występującego w źródłach asyryjskich pod aramejską nazwą Til Barsip. Innymi ważnymi miastami Bit-Adini były też Asmu/Azmu, Dabigu, Dummetu, Kaprabu i La'la'ru. Strategiczne położenie Bit-Adini na drodze wielu szlaków handlowych łączących Anatolię i Syropalestynę z Mezopotamią sprawiło, iż państewko to szybko stało się celem dla wciąż powiększającego się imperium nowoasyryjskiego. 
Otwarty konflikt z Asyrią rozpoczął się za czasów rządów asyryjskiego króla Aszur-nasir-apli II (883-859 p.n.e.). Jego powodem mogło być wsparcie, którego Bit-Adini wraz z Babilonią udzieliły nieudanej rebelii państewek Suhu, Hindanu i Laqe (leżących pomiędzy Bit-Adini a Babilonią) skierowanej przeciw Asyrii. W pościgu za pokonanymi wrogami Aszur-nasir-apli II wkroczył na ziemie Bit-Adini zdobywając i paląc miasta Dummetu i Azmu. W trakcie swej następnej wyprawy wojennej w 878 roku p.n.e. ponownie zaatakował on Bit-Adini zdobywając tym razem ufortyfikowane miasto Kaprabu i deportując jego ludność. Pokonany Ahuni zmuszony został do zapłacenia znacznego trybutu.
Ahuni rządzić mógł niezależnie aż do objęcia tronu asyryjskiego przez Salmanu-aszareda III (858-824 p.n.e.), syna i następcy Aszur-nasir-apli II. W swym pierwszym roku panowania władca ten wyruszył na zachód przeciw koalicji północnosyryjskich i południowoanatolijskich miast. Koalicja ta, w której Ahuni był jednym z głównych przywódców, pokonana została przez Asyryjczyków w dwóch bitwach. Konsekwencją  tych porażek było zajęcie przez Salmanu-aszareda III wielu miast i twierdz Bit-Adini po obu stronach Eufratu. Ostatnim punktem oporu Ahuniego było Til Barsip, ale i ono zostało zdobyte przez Asyryjczyków. Ahuni zdołał wprawdzie uciec, ale już w następnym roku został pojmany i wywieziony jako jeniec do Asyrii. 
W wyniku podboju Bit-Adini włączone zostało do imperium asyryjskiego jako część prowincji zarządzanej przez turtannu, naczelnego dowódcę asyryjskich wojsk. Eliminacja tego państewka pozwoliła Asyryjczykom zająć rejon środkowego Eufratu i opanować ważne przeprawy na Eufracie dla przyszłych kampanii wojennych na zachodzie.